# Rafael Sanz Lobato
Rafael Sanz Lobato (Sevilla, 1932 - Madrid, 22 d'abril de 2015) és un fotògraf espanyol, Premio Nacional de Fotografía el 2011.

## Biografia
La seva família es va traslladar a viure a Madrid el 1941 i el 1956 es va comprar la seva primera càmera fotogràfica. El 1964 va prendre part en la Reial Societat Fotogràfica de Madrid. En 1965 amb altres fotògrafs fundar el grupo La Colmena. Quan va desaparèixer el grup, va participar en la creació del Grup 5. La seva obra se centra en escenes campestres costumistes, en imatges de ciutats provincianes i de les seves festes tradicionals, així com retrats, per la qual cosa s'ha considerat com a pioner en aquest tipus de fotografia antropològica. Altres pioners de l'Escola de Madrid van ser Carlos Hernández Corcho, Juan Dolcet Santos i Manuel Cruzado Cazador. És membre d'una generació que està a cavall entre els anys 1950 i 1970. El 1971 va abandonar la Reial Societat Fotogràfica per diferències amb Gerardo Vielba i poc després es va convertir en fotògraf professional.
El Ministeri de Cultura, a concedir-li el Premi Nacional, va destacar la coherència i solidesa de la seva obra, que "constitueix un pont entre la nova avantguarda neorealista de la postguerra i els mètodes d'observació fotogràfica posteriors a 1968".